# Deportivo La Massana
Le Deportivo La Massana est un club andorran de football basé à La Massana.

## Repères historiques
- 1992 : Fondation du club sous le nom de Deportivo La Massana
- 1995 : 1re participation à la Liga de Primera Divisio
- 1997 : Le club est renommé Magatzema Lima
- 1998 : Le club est renommé Deportivo La Massana
- 2005 : dissolution du club

## Palmarès
- Championnat d'Andorre :
  - Meilleure performance : 5e (1996)

- Championnat d'Andorre D2 :
  - Vice-champion : 2000